# Stop-substitutietechniek
De stop-substitutietechniek is een trucagetechniek uit de film waarbij voorwerpen en personen plots kunnen verdwijnen of veranderen.
Om dit te verwezenlijken zal men eerst de scène beginnen te filmen. Op een gegeven moment stopt men met de opname en verwijdert of vervangt men een persoon of een object. Nadien filmt men verder en zo krijgt men het effect.
Uiteraard moet de montage van de verschillende shots goed gedaan worden, zodat het effect het best tot uiting komt.
De pionier van deze vorm van trucage is de Franse goochelaar en filmmaker Georges Méliès.